# Aircraft Engineers International
Der Berufsverband Aircraft Engineers International (AEI) wurde 1971 gegründet und repräsentiert die gemeinsamen Interessen von über 40.000 Mitglieder aus 30 Ländern, welche als technisches Personal in der Instandhaltung von Luftfahrzeugen der zivilen Luftfahrt tätig sind. Die Aufgabe der AEI ist es, diesen lizenzierten Flugzeugingenieuren eine globale Stimme zu geben, indem durch Repräsentation und Unterstützung weltweit höchste Sicherheits- und Wartungsnormen gefördert werden. In Deutschland kooperiert die AEI mit dem Berufsverband Vereinigung Luftfahrt.

## Vorstand der A.E.I.
Der Vorstand wird demokratisch auf den jährlichen stattfinden Kongressen gewählt. Diese Tagungen finden  in den verschiedenen Ländern statt. Der Vorstand trifft sich regelmäßig viermal pro Jahr und hält, wenn die Umstände dies erfordern,  auch außerordentliche Sitzungen ab.